# Gymnopile remarquable
Gymnopilus junonius
Espèce
Gymnopilus junonius, de son nom vernaculaire en français le Gymnopile remarquable, encore souvent nommé Pholiote remarquable, est un champignon basidiomycète non comestible de la famille des Strophariaceae.

## Taxinomie

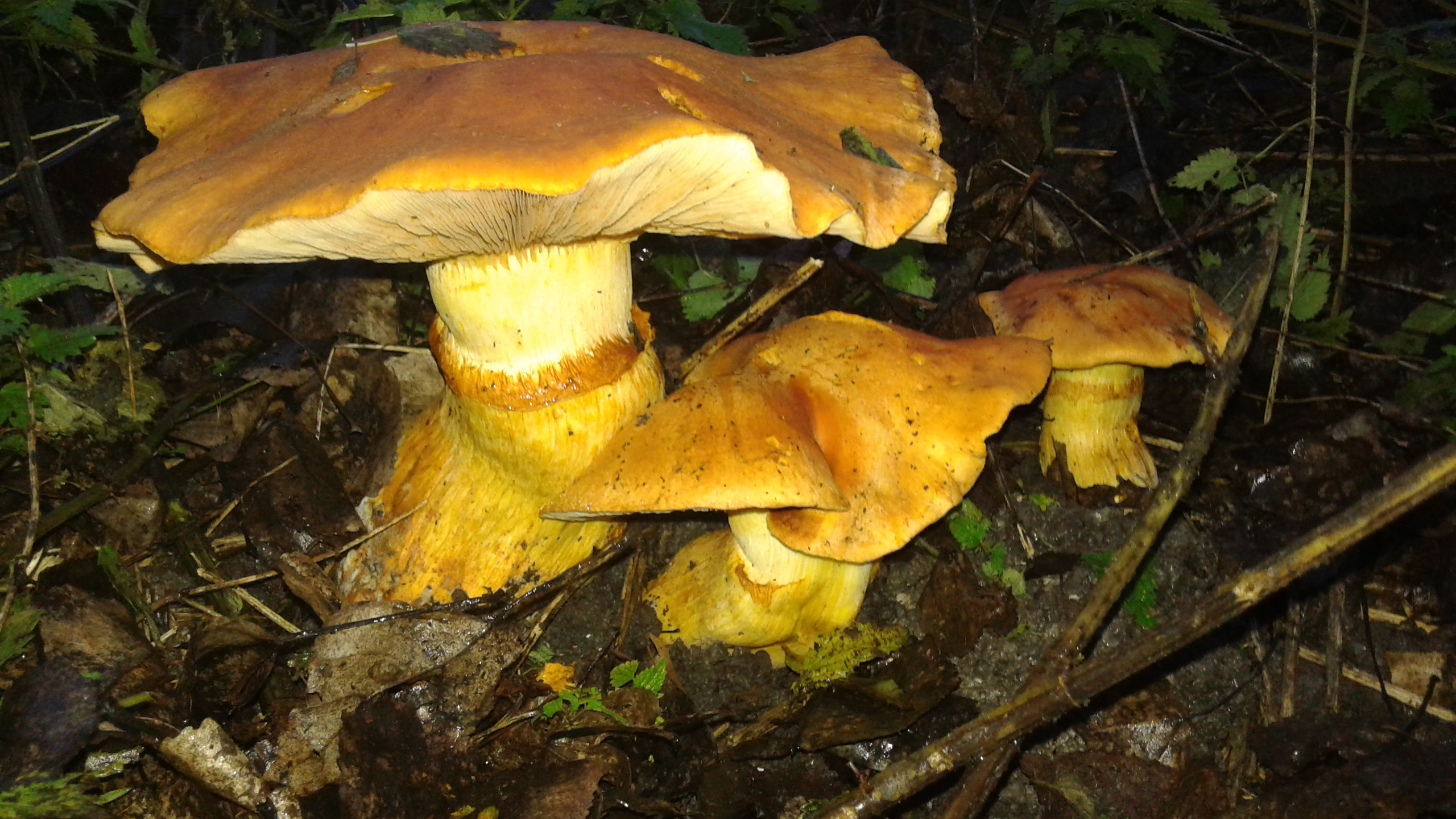
Gymnopilus junonius (photo prise avec un flash)

### Nom binomial accepté
Gymnopilus junonius (Fries) P.D. Orton 1960

### Synonymes
- Agaricus aureus
- Agaricus junonius Fr. 1821
- Gymnopilus spectabilis
- Gymnopilus junonius (photo prise sans flash)

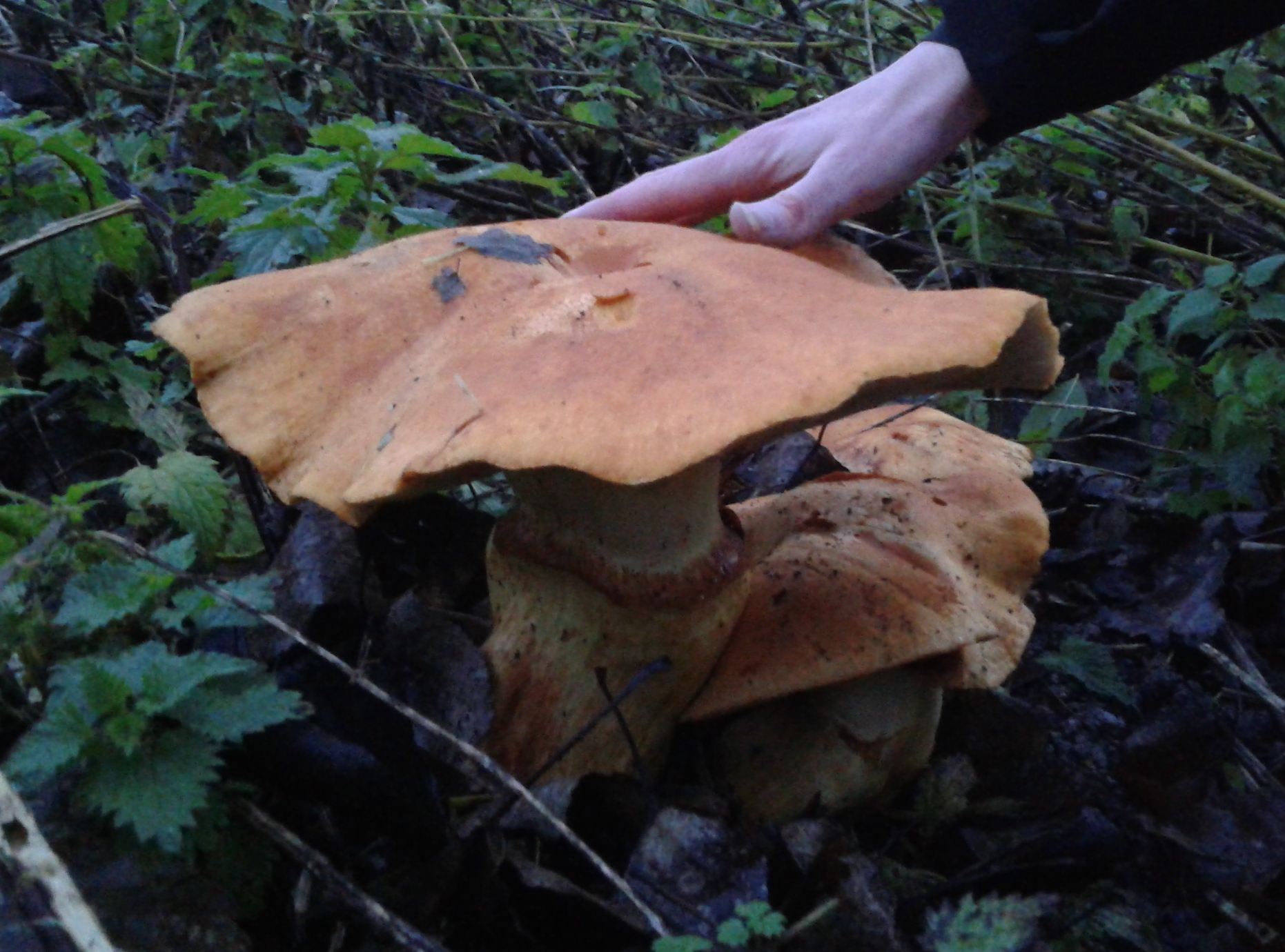
Gymnopilus junonius (photo prise sans flash)

Gymnopilus spectabilis var. junonius (Fr.) Kühner & Romagn. 1953
- Pholiota grandis Rea 1903
- Pholiota junonia (Fr.) P. Karst. 1879
- Pholiota spectabilis
- Pholiota spectabilis var. junonia (Fr.) J.E. Lange 1940

## Description du sporophore
L'hyménophore, (chapeau) est de 5 à 15 cm, convexe puis étalé, mamelonné jeune, jaune orangé très vif, fibrilleux.

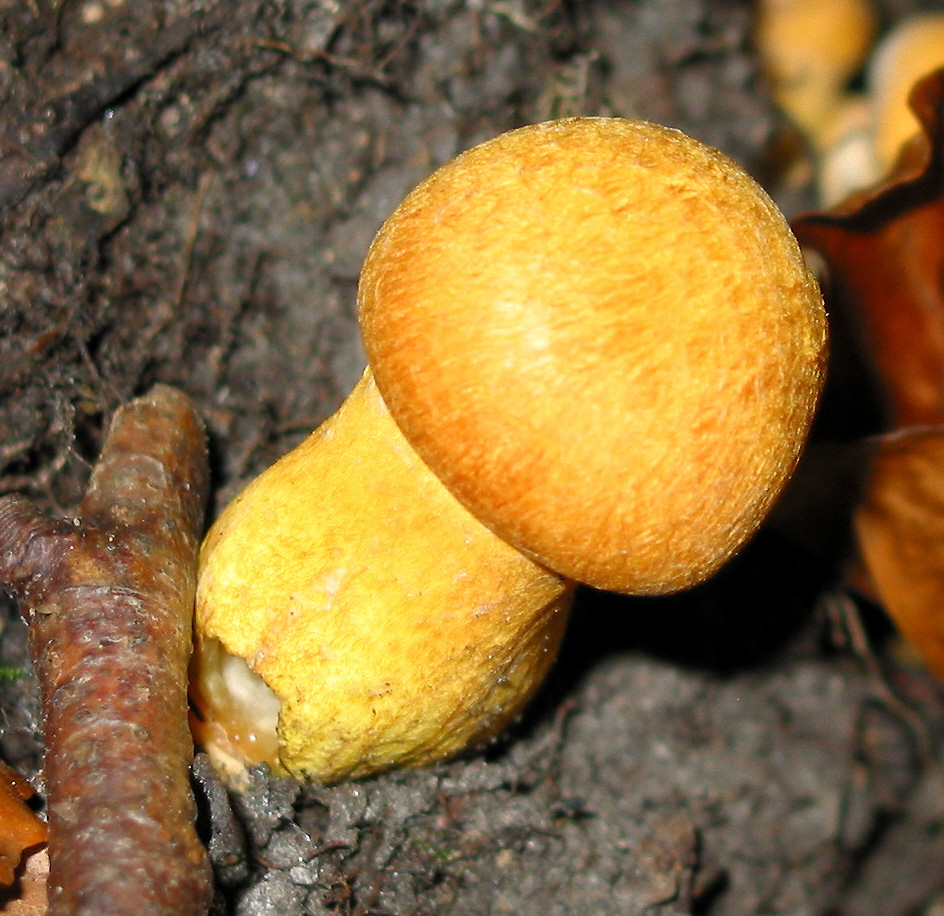
Gymnopilus spectabilis, spécimen jeune

Les lames sont jaune-roux, protégées jeunes par une cortine, puis brunissantes.
Le stipe, (pied) est long de 5 à 20 cm, jaune orangé, épais à la base, courbé et fibreux, portant un anneau membraneux.
Sa chair est jaunâtre, épaisse, son odeur faible, et sa saveur est amère.

## Sporée
Sa sporée est rouille.

## Habitat
Il pousse en été et en automne, cespiteux, à la base des feuillus, notamment des chênes.

## Espèces proches
Ce gymnopile peut se confondre avec plusieurs pholiotes. Quand on l'a vu une fois, on le reconnaît notamment à sa prestance.

## Comestibilité
Remarquable par sa grande taille et sa couleur vive, c'est un champignon vénéneux et hallucinogène pouvant causer des intoxications graves.

## Sources
- Les Champignons, Roger Phillips, éditions Solar,  (ISBN 2-263-00640-0)
- Les quatre saisons des champignons, Heinz Clémençon etc., tome II, Editions Piantanida, Lausanne, 1980 ; en France : La Bibliothèque des Arts, Paris,  (ISBN 2-85047-101-1)